# Górnopłat typu parasol

Rysunek schematyczny widzianego z przodu górnopłatu typu parasol ze skrzydłem podtrzymywanym zastrzałami

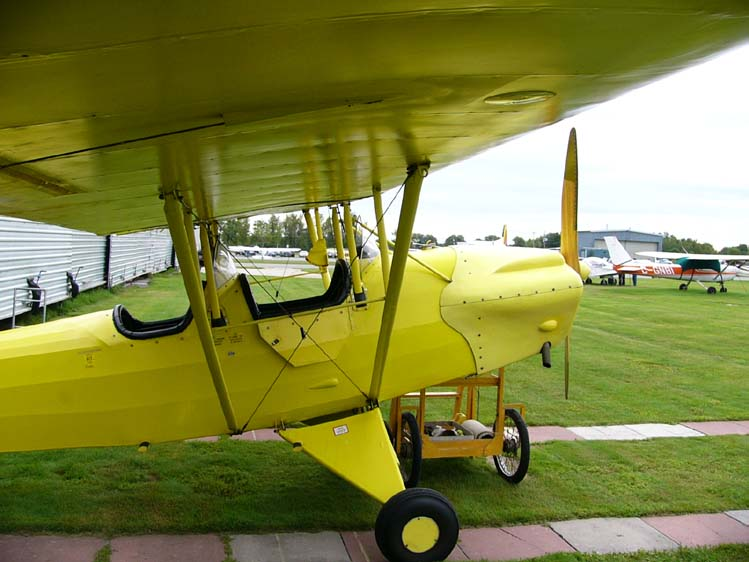
Pietenpol Air Camper w układzie górnopłatu typu parasol z zastrzałami

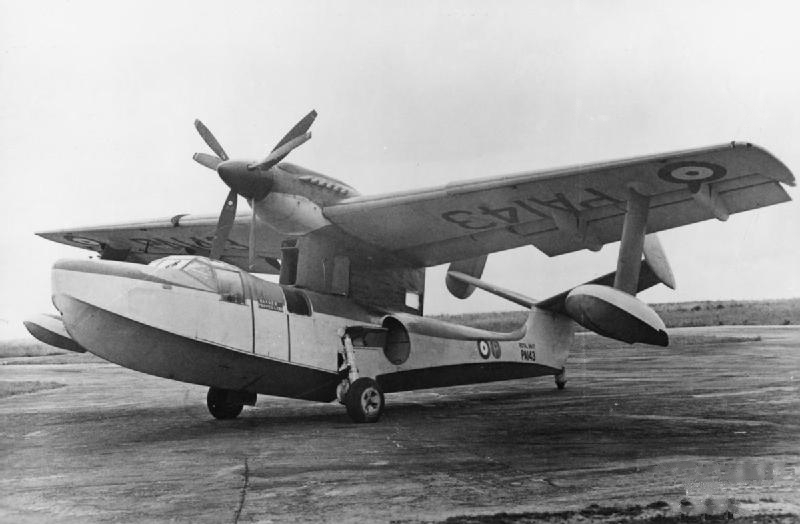
Supermarine Seagull w układzie górnopłatu typu parasol z płatem umieszczonym na pylonie

Górnopłat typu parasol – typ górnopłatu ze skrzydłem niezamocowanym bezpośrednio do kadłuba, ale umieszczone nad nim i połączone z kadłubem zastrzałem, bądź umieszczone na pylonie.
Skrzydło typu parasol zapewnia znakomitą widoczność z kokpitu, nie blokując pola widzenia pilota w prawie żadnym kierunku z wyjątkiem w górę.
Podstawową wadą płata tego typu jest użycie zastrzałów, które powodują dodatkowe opory powietrza.
Istnieją także górnopłaty typu parasol z wolnonośnymi skrzydłami niewymagającymi dodatkowych zastrzałów, najczęściej są to konstrukcje typu łodzie latające, w których skrzydło podniesione jest ponad kadłub na wysokim pylonie.